# Nikomedes II Epifanes
Nikomedes II Epifanes (gr. Νικομήδης , Nikomḗdēs) (zm. 127 p.n.e.) – król Bitynii od 149 p.n.e. do swej śmierci. Syn króla Bitynii Prusjasza II i Apamy?, córki Filipa V, króla Macedonii.
Nikomedes, w przeciwieństwie do ojca Prusjasza II, cieszył się wielką popularnością u mieszkańców Bitynii. Wzbudziło to u ojca podejrzenie, więc wysłał go do Rzymu, by ograniczyć jego wpływy. Nikomedes tutaj także zyskał sympatię. W r. 150 p.n.e. ojciec, dowiadując się o tym, kazał mu zabiegać razem z posłem Menasem w senacie rzymskim o darowanie mu pieniędzy, winnych jeszcze Attalosowi II Filadelfowi, królowi Pergamonu. Prusjasz dał wytyczne Menasowi, przed jego wyjazdem, by oszczędził Nikomedesa w razie zgody Rzymian, a jej braku zabił go. Dał posłowi kilka okrętów oraz 2 tys. żołnierzy. Rzymianie jednak nie zgodzili się na cofnięcie odszkodowania dla Attalosa. Menas, z powodu szlachetnych cech młodzieńca, był w kłopocie, bowiem miał go zabić. Zwlekając z wykonaniem zadania, Nikomedes podszedł do niego i zaczął z nim rozmowę. Doszło między nimi do porozumienia. Do nich dołączył się Andronikos, poseł pergamoński. Postanowili oni z pomocą Attalosa II usunąć z tronu Prusjasza II, a osadzić na nim Nikomedesa. Do króla Attalosa towarzyszyli mu Adronikos z 500 osobowym wojskiem oraz Menas z 2 tys. żołnierzy, których bez kłopotu przekonał do przejścia na ich stronę. Attalos, po miłym przyjęciu Nikomedesa, zażądał od króla Bitynii części ziem dla syna. Prusjasz II po odmowie, wysłał posłów ze skargą do Rzymu. Attalos II i Nikomedes nie zwlekając, ruszyli na Bitynię, której większość ludności przechodziła na ich stronę. Prusjasz po otrzymaniu 500 Traków od szwagra, schronił się w zamku w Nicei. Rzymianie zwlekali z udzieleniem pomocy, bowiem pretor, zwolennik Attalosa, utrudniał zadanie jego posłom. W końcu Rzym wysłał trzyosobowe poselstwo, które było słabe, celem przerwania wojny. Prusjasz wątpiąc w pomoc rzymską, udał się do Nikomedii, by się bronić. Mieszkańcy jednak zdradzili go. Po otworzeniu bram Nikomedesowi, Prusjasz uciekł do świątyni Zeusa, w której został zabity przez żołnierzy na rozkaz syna. Nikomedes w ten sposób został nowym królem Bitynii.
Podczas swego długiego panowania Nikomedes stale trzymał się przymierza z Rzymianami. Uczestniczył w wojnie między Rzymem a Arystonikosem, nieślubnym synem króla Eumenesa II Filadelfa i pretendentem do tronu Pergamonu po śmierci brata Attalosa III Filometora w r. 133 p.n.e. Nic nie wiadomo na temat jego żony lub żon. Posiadał dwoje dzieci:
- Nikomedes III Euergetes, przyszły król Bitynii
- córka, nieznanego imienia, przyszła pierwsza żona bratanka Nikomedesa IV Filopatora, przyszłego króla Bitynii